# Gran Premio motociclistico del Giappone 1998
Il Gran Premio motociclistico del Giappone 1998 corso il 5 aprile, è stato il primo Gran Premio della stagione 1998.
Vittoria, pole position e giro veloce al debutto nella classe regina per Max Biaggi, che eguaglia il record di Jarno Saarinen di vincitore nella gara d'esordio in 500.
Nella classe 250 vittoria per la Honda di Daijirō Katō e nella classe 125 per l'Aprilia di Kazuto Sakata.

## Classe 500

### Arrivati al traguardo
| Pos | Nº | Pilota              | Squadra                | Motocicletta | Giri | Tempo     | Griglia | Punti |
| --- | -- | ------------------- | ---------------------- | ------------ | ---- | --------- | ------- | ----- |
| 1   | 6  | Max Biaggi          | Marlboro Team Kanemoto | Honda        | 21   | 44:59.478 | 1       | 25    |
| 2   | 2  | Tadayuki Okada      | Repsol Honda           | Honda        | 21   | +5.416    | 3       | 20    |
| 3   | 50 | Noriyuki Haga       | Yamaha Racing          | Yamaha       | 21   | +5.502    | 6       | 16    |
| 4   | 4  | Àlex Crivillé       | Repsol Honda           | Honda        | 21   | +10.532   | 10      | 13    |
| 5   | 21 | Kyoji Nanba         | Yamaha Team Rainey     | Yamaha       | 21   | +10.879   | 2       | 11    |
| 6   | 3  | Nobuatsu Aoki       | Suzuki Grand Prix      | Suzuki       | 21   | +13.479   | 8       | 10    |
| 7   | 9  | Alex Barros         | Honda Gresini          | Honda        | 21   | +20.266   | 13      | 9     |
| 8   | 8  | Carlos Checa        | MoviStar Honda Pons    | Honda        | 21   | +20.439   | 5       | 8     |
| 9   | 11 | Simon Crafar        | Red Bull Yamaha WCM    | Yamaha       | 21   | +20.773   | 11      | 7     |
| 10  | 15 | Sete Gibernau       | Repsol Honda           | Honda        | 21   | +47.101   | 12      | 6     |
| 11  | 10 | Kenny Roberts Jr    | Team Roberts           | Modenas KR3  | 21   | +1:13.558 | 15      | 5     |
| 12  | 7  | Doriano Romboni     | Muz Roc Rennen Sport   | Muz Weber    | 21   | +1:22.856 | 23      | 4     |
| 13  | 19 | John Kocinski       | MoviStar Honda Pons    | Honda        | 21   | +1:24.964 | 9       | 3     |
| 14  | 5  | Norick Abe          | Yamaha Team Rainey     | Yamaha       | 21   | +1:25.293 | 7       | 2     |
| 15  | 14 | Juan Bautista Borja | Shell Advance Racing   | Honda        | 21   | +1:59.992 | 16      | 1     |
| 16  | 57 | Fabio Carpani       | Polini Inoxmacel       | Honda        | 20   | +1 giro   | 25      |       |

### Ritirati
| Nº | Pilota                   | Squadra               | Motocicletta | Giri | Griglia |
| -- | ------------------------ | --------------------- | ------------ | ---- | ------- |
| 1  | Mick Doohan              | Repsol Honda          | Honda        | 15   | 4       |
| 22 | Sébastien Gimbert        | Tecmas Honda Elf      | Honda        | 11   | 21      |
| 88 | Scott Smart              | Millar Honda Britain  | Honda        | 4    | 24      |
| 17 | Jurgen van den Goorbergh | Dee Cee Jeans Racing  | Honda        | 1    | 20      |
| 23 | Matt Wait                | F.C.C. TSR            | Honda        | 1    | 22      |
| 29 | Keiichi Kitagawa         | Suzuki Grand Prix     | Suzuki       | 1    | 14      |
| 18 | Garry McCoy              | Shell Advance Racing  | Honda        | 0    | 19      |
| 28 | Ralf Waldmann            | Marlboro Team Roberts | Modenas KR3  | 0    | 17      |

### Non partito
| Nº | Pilota       | Squadra             | Motocicletta | Griglia |
| -- | ------------ | ------------------- | ------------ | ------- |
| 55 | Régis Laconi | Red Bull Yamaha WCM | Yamaha       | 18      |

## Classe 250

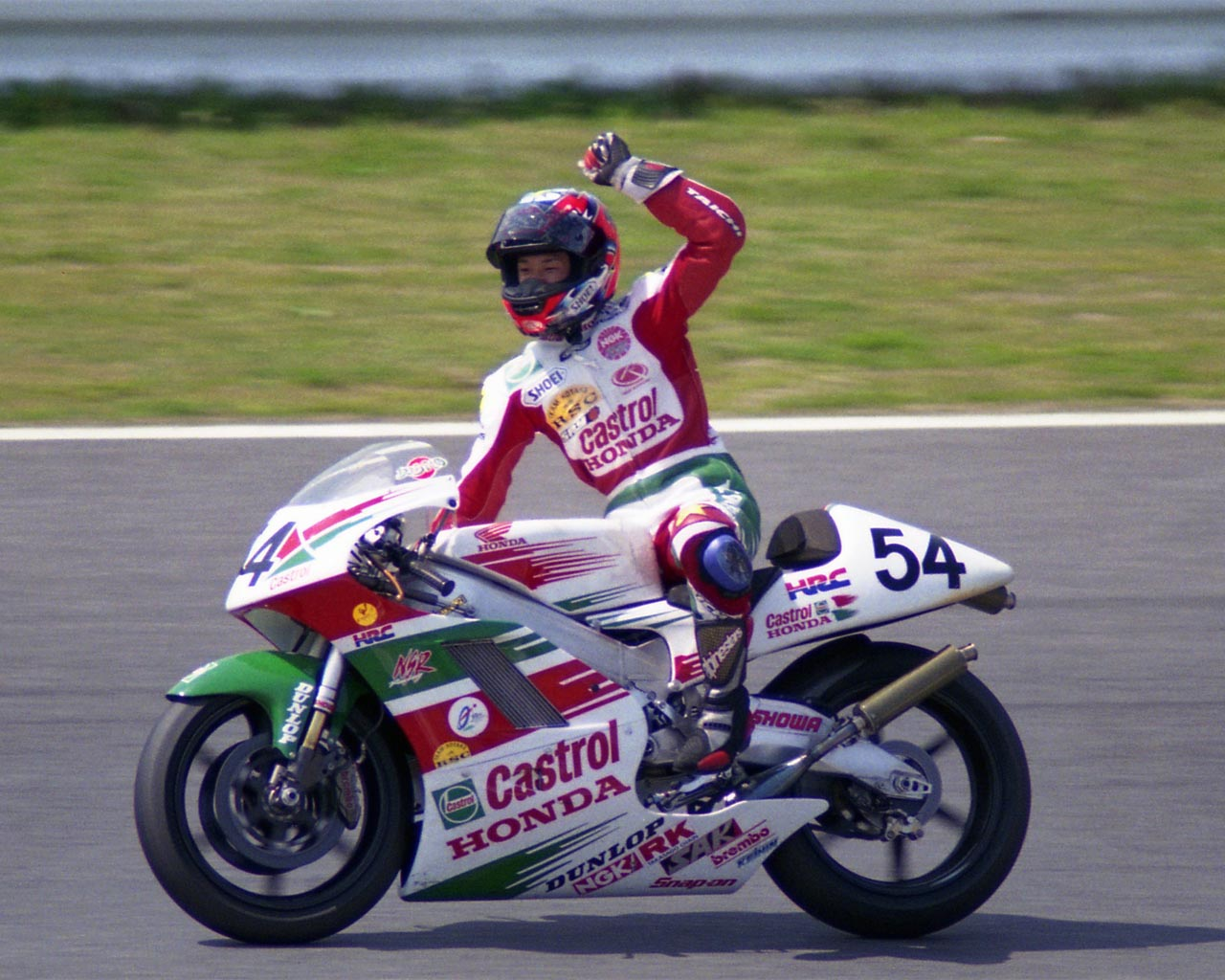
Katō, vincitore della gara della classe 250

### Arrivati al traguardo
| Pos | Nº | Pilota            | Squadra                 | Motocicletta | Giri | Tempo     | Griglia | Punti |
| --- | -- | ----------------- | ----------------------- | ------------ | ---- | --------- | ------- | ----- |
| 1   | 54 | Daijirō Katō      | Castrol Honda           | Honda        | 19   | 41:17.096 | 1       | 25    |
| 2   | 50 | Shin'ya Nakano    | BP Yamaha Racing        | Yamaha       | 19   | +0.896    | 3       | 20    |
| 3   | 51 | Naoki Matsudo     | Y.E.S.S. Racing         | Yamaha       | 19   | +0.962    | 5       | 16    |
| 4   | 31 | Tetsuya Harada    | Aprilia Team            | Aprilia      | 19   | +1.094    | 9       | 13    |
| 5   | 19 | Olivier Jacque    | Chesterfield Elf Tech 3 | Honda        | 19   | +34.301   | 4       | 11    |
| 6   | 55 | Yukio Kagayama    | Suzuki All Japan        | Suzuki       | 19   | +37.035   | 14      | 10    |
| 7   | 65 | Loris Capirossi   | Aprilia Team            | Aprilia      | 19   | +37.104   | 6       | 9     |
| 8   | 17 | José Luis Cardoso | Antena 3 Yamaha         | Yamaha       | 19   | +43.094   | 12      | 8     |
| 9   | 12 | Noriyasu Numata   | Rizla Suzuki            | Suzuki       | 19   | +43.105   | 15      | 7     |
| 10  | 9  | Jeremy McWilliams | QUB Team Optimum        | TSR-Honda    | 19   | +43.909   | 16      | 6     |
| 11  | 6  | Haruchika Aoki    | F.C.C. TSR              | Honda        | 19   | +44.000   | 22      | 5     |
| 12  | 4  | Stefano Perugini  | Castrol 250             | Honda        | 19   | +44.067   | 13      | 4     |
| 13  | 52 | Chōjun Kameya     | Suzuki All Japan        | Suzuki       | 19   | +44.168   | 10      | 3     |
| 14  | 18 | Osamu Miyazaki    | Edo Racing              | Yamaha       | 19   | +44.637   | 8       | 2     |
| 15  | 7  | Takeshi Tsujimura | Semprucci Biesse-Gro    | Yamaha       | 19   | +44.727   | 17      | 1     |
| 16  | 53 | Makoto Tamada     | Team Kotake             | Honda        | 19   | +53.855   | 18      |       |
| 17  | 11 | Jürgen Fuchs      | Docshop Racing          | Aprilia      | 19   | +1:01.999 | 11      |       |
| 18  | 37 | Luca Boscoscuro   | Scuderia AGV Carrizosa  | TSR-Honda    | 19   | +1:04.359 | 21      |       |
| 19  | 24 | Jason Vincent     | Padgetts HRC Shop       | TSR-Honda    | 19   | +1:08.853 | 23      |       |
| 20  | 14 | Davide Bulega     | OXS Matteoni            | Honda        | 18   | +1 giro   | 28      |       |

### Ritirati
| Nº | Pilota              | Squadra                | Motocicletta | Giri | Griglia |
| -- | ------------------- | ---------------------- | ------------ | ---- | ------- |
| 25 | Yasumasa Hatakeyama | Penguin Racing         | Honda        | 18   | 29      |
| 21 | Franco Battaini     | Edo Racing             | Yamaha       | 17   | 20      |
| 5  | Tōru Ukawa          | Benetton Honda         | Honda        | 14   | 2       |
| 46 | Valentino Rossi     | Nastro Azzurro Aprilia | Aprilia      | 10   | 7       |
| 44 | Roberto Rolfo       | Scuderia AGV Carrizosa | TSR-Honda    | 7    | 27      |
| 16 | Johan Stigefelt     | Rizla Suzuki           | Suzuki       | 2    | 25      |
| 27 | Sebastián Porto     | PR2 Mitsubishi Elaion  | Aprilia      | 1    | 24      |
| 41 | Federico Gartner    | PR2 Mitsubishi Elaion  | Aprilia      | 0    | 30      |

### Non partiti
| Nº | Pilota         | Squadra                 | Motocicletta | Griglia |
| -- | -------------- | ----------------------- | ------------ | ------- |
| 8  | Luis d'Antín   | Antena 3 Yamaha         | Yamaha       | 19      |
| 20 | William Costes | Chesterfield Elf Tech 3 | Honda        | 26      |

## Classe 125

### Arrivati al traguardo
| Pos | Nº | Pilota                | Squadra                   | Motocicletta | Giri | Tempo     | Griglia | Punti |
| --- | -- | --------------------- | ------------------------- | ------------ | ---- | --------- | ------- | ----- |
| 1   | 4  | Kazuto Sakata         | UGT 3000                  | Aprilia      | 18   | 41:23.963 | 2       | 25    |
| 2   | 3  | Tomomi Manako         | UGT - 3000                | Honda        | 18   | +0.156    | 18      | 20    |
| 3   | 20 | Masao Azuma           | Mac Motors Liegeois Comp. | Honda        | 18   | +0.201    | 6       | 16    |
| 4   | 10 | Lucio Cecchinello     | Givi Honda LCR            | Honda        | 18   | +2.783    | 7       | 13    |
| 5   | 53 | Nobuyuki Ōsaki        | S.P. Tadao Racing         | Yamaha       | 18   | +26.381   | 9       | 11    |
| 6   | 8  | Gianluigi Scalvini    | Polini Inoxmacel          | Honda        | 18   | +26.468   | 10      | 10    |
| 7   | 52 | Hiroyuki Kikuchi      | Tube Riders & Ablecom     | Honda        | 18   | +33.198   | 12      | 9     |
| 8   | 5  | Masaki Tokudome       | Docshop Racing            | Aprilia      | 18   | +33.422   | 11      | 8     |
| 9   | 51 | Takashi Akita         | J. Racing                 | Yamaha       | 18   | +33.552   | 23      | 7     |
| 10  | 13 | Marco Melandri        | Benetton Matteoni         | Honda        | 18   | +33.834   | 14      | 6     |
| 11  | 9  | Frédéric Petit        | UGT 3000 - RMS            | Honda        | 18   | +34.215   | 19      | 5     |
| 12  | 62 | Yoshiaki Katō         | Semprucci Biesse-Gro      | Yamaha       | 18   | +46.152   | 26      | 4     |
| 13  | 29 | Ángel Nieto Jr        | Via Digital Team          | Aprilia      | 18   | +46.574   | 16      | 3     |
| 14  | 54 | Kazuhiro Takao        | Castrol Team Harc Pro     | Honda        | 18   | +48.281   | 17      | 2     |
| 15  | 26 | Ivan Goi              | Vasco Rossi Racing        | Aprilia      | 18   | +59.684   | 20      | 1     |
| 16  | 17 | Juan Enrique Maturana | Yamaha Kurz Aral          | Yamaha       | 18   | +1:03.598 | 22      |       |
| 17  | 11 | José Ramirez          | Valencia Aspar            | Aprilia      | 18   | +1:12.202 | 25      |       |
| 18  | 19 | Andrea Ballerini      | Team Pileri               | Honda        | 18   | +1:12.287 | 27      |       |
| 19  | 18 | Paolo Tessari         | Scuderia Alfa Nolan       | Aprilia      | 18   | +1:21.902 | 28      |       |
| 20  | 21 | Arnaud Vincent        | Scrab Competition         | Aprilia      | 18   | +1:28.393 | 29      |       |
| 21  | 7  | Emilio Alzamora       | Via Digital Team          | Aprilia      | 18   | +1:33.214 | 24      |       |

### Ritirati
| Nº | Pilota            | Squadra              | Motocicletta | Giri | Griglia |
| -- | ----------------- | -------------------- | ------------ | ---- | ------- |
| 41 | Yōichi Ui         | Yamaha Kurz Aral     | Yamaha       | 14   | 3       |
| 22 | Steve Jenkner     | Marlboro Team ADAC   | Aprilia      | 13   | 15      |
| 2  | Noboru Ueda       | Givi Honda LCR       | Honda        | 12   | 1       |
| 15 | Roberto Locatelli | Polini Inoxmacel     | Honda        | 10   | 4       |
| 23 | Gino Borsoi       | Motoracing s.r.l.    | Aprilia      | 7    | 13      |
| 16 | Christian Manna   | Semprucci Biesse-Gro | Yamaha       | 6    | 30      |
| 32 | Mirko Giansanti   | OXS Matteoni         | Honda        | 4    | 8       |
| 50 | Yūzō Fujioka      | M'Project            | Honda        | 2    | 5       |
| 39 | Jaroslav Huleš    | UGT 3000             | Honda        | 1    | 21      |